# Parc quasi national de Kurikoma
Le parc quasi national de Kurikoma (栗駒国定公園, Kurikoma kokutei kōen) est un parc quasi national situé dans les préfectures d'Iwate, de Miyagi, d'Akita et de Yamagata au Japon. Créé le 22 juillet 1968, il s'étend sur 771,22 km2.